# بارهيد (إسكتلندا)
بارهيد Barrhead هي مدينة سكتلاندية تقع على بعد حوالي 12 كيلومتر من غلاسكو. عدد سكانها 17،268 (حسب إحصاء 2011).